# Opération Eiche
Seconde Guerre mondiale
L’opération Eiche (en allemand: « chêne ») est une opération du Troisième Reich destinée à libérer le Duce. Benito Mussolini est alors emprisonné au Gran Sasso sur ordres du Grand Conseil du fascisme et mis en demeure de remettre les pleins pouvoirs militaires au roi Victor-Emmanuel III. Le roi, en conséquence, le 27 juillet 1943, nomme président du Conseil le maréchal Badoglio.
Les soldats allemands sont des parachutistes et des commandos de la Waffen-SS. Les premiers viennent du 1er bataillon du 7e régiment des Fallschirmjäger, dirigés par le major Harald Mors. Les SS viennent du SS-Sonder Lehrgang Oranienburg, et sont dirigés par l'Hauptsturmführer Otto Skorzeny.
Les Allemands appellent cette action Unternehmen Eiche, les Italiens Operazione Quercia, les Américains et autres anglophones Gran Sasso raid.

## Histoire
Durant l'été 1943, Otto Skorzeny reçoit comme consigne d'Adolf Hitler en personne, de retrouver Benito Mussolini alors emprisonné en Italie, et de le libérer. Il mène alors une enquête de terrain qui lui permet de repérer l'endroit secret où est emprisonné le Duce et organise secrètement sa libération. Le 12 septembre 1943 à 14 h (sept heures après l'heure prévue), dix planeurs DFS 230 atterrissent au Campo Imperatore, sur le Gran Sasso, dans les Abruzzes en Italie alors que Mussolini est emprisonné et surveillé par plusieurs soldats italiens, qui ont reçu l'ordre de l'exécuter en cas de tentative d'évasion. Il n'en est rien, et ils restent totalement passifs.
La réussite de cette opération aéroportée est due à l'effet de surprise. Un avion Fieseler Fi 156 Storch, piloté par le capitaine Gerlach, capable de décoller sur moins de 70 m et d'atterrir sur 25 m, parvient à se poser devant l'hôtel, mais il y a un problème. Gerlach hésite puisqu'il doute de la capacité de son avion à pouvoir décoller sur une si courte distance avec un passager. De plus, Skorzeny lui annonce qu'il viendra.
Le jeune pilote est contraint d'accepter. L'avion surchargé s'élance, mais les roues ne décollent pas. Quand il finit par s'élever, c'est trop tard puisqu'une des roues a heurté un rocher et fait basculer l'avion directement vers le bas de la falaise. In extremis, Gerlach parvient à rétablir l'avion. Gerlach conduit Mussolini à l'aérodrome de Pratica di Mare.
Si la libération du prisonnier du Campo Imperatore est avant tout le travail des parachutistes allemands du Lehr-Bataillon Mors, la propagande du Troisième Reich en attribua principalement le mérite au SS Hauptsturmführer Skorzeny, nommé SS Sturmbannführer après l'opération. Désormais, il est devenu pour la propagande et pour l'histoire le « libérateur »  de Mussolini.
Quelques semaines plus tard, le capitaine Gerlach et le sous-lieutenant Meyer-Wehner, du Lehr-Bataillon Mors, sont décorés de la croix de fer avec rang de chevalier pour la réussite de l'opération. Skorzeny recevra aussi cette distinction des mains d'Hitler lui-même, à qui il amène le Duce, sain et sauf, au quartier général du Führer à Rastenburg, en Prusse-Orientale.